# 贝尔瓦
贝尔瓦（法語：Belvoir，法語發音：[bɛlvwaʁ]）是法国杜省的一个市镇，属于蒙贝利亚尔区。

## 地理
贝尔瓦（47°19'3"N, 6°36'12"E）面积9.31 平方千米，位于法国勃艮第-弗朗什-孔泰大區杜省，该省份为法国东部内陆省份，北起上索恩省，西接汝拉省，东部及东南部与瑞士接壤，东北部与贝尔福地区省接壤。
与贝尔瓦接壤的市镇（或旧市镇、城区）包括：维莱贝尔瓦、普罗旺谢尔、拉翁、韦勒罗莱贝尔瓦、韦尔努瓦莱贝尔瓦、桑塞。

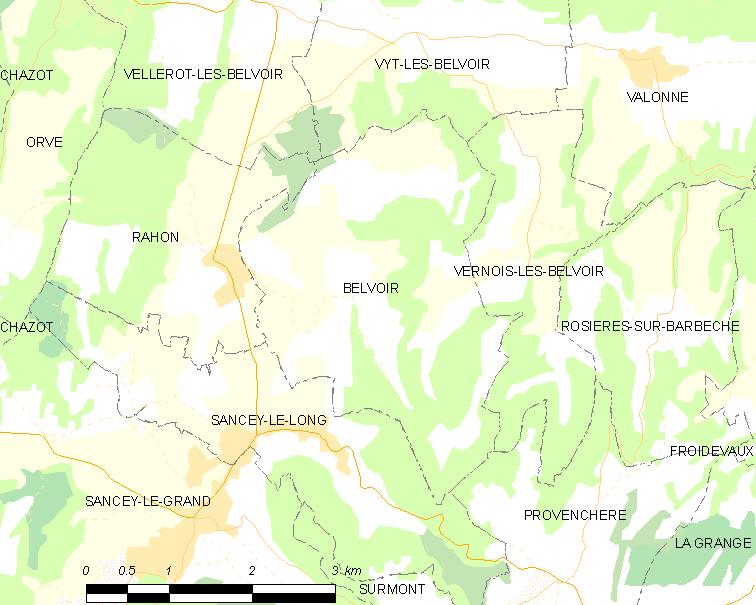
贝尔瓦的OSM定位图

贝尔瓦的时区为UTC+01:00、UTC+02:00（夏令时）。

## 行政
贝尔瓦的邮政编码为25430，INSEE市镇编码为25053。

## 政治
贝尔瓦所属的省级选区为巴旺县。

## 人口

1962-2008年间贝尔瓦人口变化图示

贝尔瓦于2022年1月1日时的人口数量为90人。